# 浅井八百里
浅井 八百里（あさい やおり、文化10年9月24日（1813年10月17日） - 嘉永2年11月2日（1849年12月16日））は、日本の江戸時代後期の武士（福井藩士）。名は政昭。号は栢庭、秋水軒、清夏堂。字は明卿、士明。通称が八百里。従兄に中根雪江、平本平学、息子に権十郎、常次郎がいる。著作に「巡海日記」「清夏集」など。

## 経歴
文化10年（1813年）9月24日に福井藩士浅井新六政良の子として生まれる。
文政13年12月10日（1831年1月23日）、祖父の浅井弁左衛門の隠居により、家督を継ぐ。天保9年（1838年）、徳川斉匡の子松平慶永が福井藩第16代藩主となると、藩校正義堂の句読師から側向頭取となり、従兄の中根雪江とともに慶永を補佐する。藩政を牛耳っていた守旧派の家老松平主馬罷免後は、改革派に理解を示す家老岡部左膳や側用人天方孫八・秋田八郎兵衛のもとで、中根や鈴木主税、石原甚十郎らと藩政改革を実行する。また、藩史「執法全鑑」28巻の編修にも当たった。
嘉永2年（1849年）11月2日、志半ばにして病死。享年37。墓所は福井県吉田郡永平寺町の天龍寺。